# 1980
1980 (MСМLXXX) е високосна година, започваща във вторник според григорианския календар. Тя е 1980-ата година от новата ера, деветстотин и осемдесетата от второто хилядолетие и първата от 80-те години на ХХ век.
Съответства на:
- 1429 година по арменския календар
- 7488 година по прабългарския календар
- 6730 година по асирийския календар
- 2930 година по берберския календар
- 1342 година по берманския календар
- 2524 година по будисткия календар
- 5740 – 5741 година по еврейския календар
- 1972 – 1973 година по етиопския календар
- 1358 – 1359 година по иранския календар
- 1400 – 1401 година по ислямския календар
- 4677 – 4678 година по китайския календар
- 1696 – 1697 година по коптския календар
- 4312 година по корейския календар
- 2733 години от основаването на Рим
- 2523 година по тайландския слънчев календар
- 69 година по чучхе календара

## Събития

### Януари
- 14 януари – Тогавашният лидер на Индийския национален конгрес, Индира Ганди става министър-председател на Индия.
- 25 януари – Състоят се президентски избори в Иран.
- 31 януари – Испанското посолство в Гватемала е атакувано и изгорено, убивайки 36 души.

### Февруари
- 4 февруари – Аболхасан Банисадр полага клетва като първия президент на Иран след Иранската революция.
- 13 февруари – Започват Зимните олимпийски игри през 1980 г.
- 16 февруари – Наблюдава се пълно слънчево затъмнение в Северна и Западна Африка.
- 25 февруари – Правителството в Суринам е свалено с военен преврат.

### Март
- 8 март – Започва първия музикален рок фестивал в Съветския съюз.
- 14 март – Самолетът при полет 007 на „LOT Полиш Еърлайнс“ се разбива по време на последния заход близо до Варшава, Полша и убива 87 души, включително 14-членен американски боксов отбор.
- 28 март – Открита е гробницата при Талпиот край Йерусалим.

### Април
25 април – 146 души загиват, след като самолетът при полет 1008 на „Дан-Еър“ се разбива близо до летище „Тенерифе Север“ на Канарските островите.

### Юни
- 27 юни – „Клането в Устика“: самолетът при полет 870 на „Итавия“ се разбива в морето, докато пътува от Болоня за Палермо, Италия и убива всички 81 души на борда.

### Юли
- 19 юли – Открити са деветнадесетите Олимпийски игри в Москва.
- 25 юли - Умира поетът бард Владимир Висоцки

### Август
- 3 август – Закрити са деветнадесетите олимпийски игри в Москва.
- 19 август – Самолетът при полет 163 на „Саудиа“ катастрофира над Риад (Саудитска Арабия) и загиват 301 души.

### Септември
- 12 септември – Военен преврат в Турция.
- 12 септември – Самолетът при полет 65 на „Флорида Къмютър Еърлайнс“ се разбива в Атлантическия океан близо до остров Гранд Бахама на Бахамските острови. Умират всички 34 души на борда.
- 22 септември – Започва войната между Ирак и Иран.

### Ноември
- 19 ноември – Самолетът, който изпълнява полет 015 на „Кориън Еър Лайнс“ се запалва след приземяване по „корем“ в Сеул в края на полет от Лос Анджелис. Въпреки че 209 от 226-те души на борда успяват да се евакуират, 9 пътници и 6 членове на екипажа са убити.

### Декември
- 8 декември – Джон Ленън, английски музикант и активист е убит в Ню Йорк.

## Родени

### Неизвестна дата
- Диджей Прийч, канадски диджей

### Януари
- 19 януари – Дженсън Бътън, британски пилот от Формула 1
- 26 януари – Нора Гомрингер, немско-швеицарска писателка
- 27 януари – Марат Сафин, руски тенисист
- 29 януари – Иван Класнич, хърватски футболист
- 30 януари – Уилмър Валдерама, американски актьор
- 31 януари – K-Maro, рап и арендби певец

### Февруари
- 4 февруари – Георги Палазов, български плувец
- 5 февруари – Мартин Харизанов, български политик и икономист
- 12 февруари – Хуан Карлос Фереро, испански тенисист
- 15 февруари – Йордан Върбанов, български футболист
- 20 февруари – Артур Боруц, полски футболист
- 21 февруари – Тициано Феро, италиански поппевец

### Март
- 5 март – Спас Кожухаров, български шахматист
- 12 март – Андрей Жеков, български волейболист
- 17 март – Галин Михайлов, български футболист
- 18 март – Наталия Поклонска, руски политик и юрист
- 24 март – Десислава Чардаклиева, българска актриса

### Април
- 1 април – Ренди Ортън, американски кечист
- 3 април – Иван Спахиев, български футболист
- 11 април – Стелиос Халкиас, гръцки шахматист
- 12 април – Ерик Монгрен, канадски китарист
- 17 април – Ненчо Балабанов, български актьор и певец
- 22 април – Синем Йозтуфан, турска актриса и модел
- 24 април – Карен Асрян, арменски шахматист († 2008 г.)
- 25 април – Мария Белова, български политик и адвокат
- 28 април – Каролина Гочева, македонска певица
- 30 април – Богдан Боцев, български политик и икономист

### Май
- 2 май – Тим Боровски, германски футболист
- 5 май
  - Абдулкарим Киси, марокански футболист
  - Родолфо Лима, футболист от Кабо Верде
- 7 май – Александър Арангелов, български политик и бивш полицай
- 9 май – Анжела Никодинов, американска фигуристка
- 16 май – Антонина, българска попфолк певица
- 30 май
  - Йоахим Щандфест, австрийски футболист
  - Стивън Джерард, английски футболист

### Юни
- 3 юни – Амаури, бразилски футболист
- 8 юни – Асен Караславов, български футболист
- 13 юни – Флоран Малуда, френски футболист
- 16 юни – Мартин Щранцъл, австрийски футболист
- 17 юни – Винъс Уилямс, американска тенисистка
- 20 юни – Ким Ингълбрет, южноафриканска актриса
- 23 юни – Веселин Плачков, български актьор
- 24 юни – Сисиньо, бразилски футболист
- 27 юни – Приша Джепълтинг Нгетич, кенийска бегачка
- 30 юни – Йоана Гочева, българска спортна журналистка

### Юли
- 5 юли – Ева Греен, френска актриса
- 6 юли – Костадин Джамбазов, български футболист
- 10 юли – Димитър Иванов, български политик и икономист
- 11 юли – Валентин Илиев, български футболист
- 17 юли – Живко Панайотов, български футболист
- 18 юли – Рьоко Хиросуе, японска актриса
- 20 юли – Жизел Бюндхен, топ модел
- 26 юли – Теодор Койчинов, български поп певец
- 27 юли – Мирослав Миндев, български футболист

### Август
- 1 август – Мансини, бразилски футболист
- 3 август – Руши Видинлиев, български поп певец
- 5 август – Антон Личков, български футболист
- 12 август – Захари Бахаров, български актьор и телевизионен водещ
- 24 август – Рейчъл Карпани, австралийска филмова актриса
- 25 август
  - Димитър Дамянов, български футболист
  - Любомир Любенов, български футболист
- 26 август
  - Крис Пайн, американски актьор
  - Маколи Кълкин, американски актьор
- 30 август
  - Дарин Ангелов, български актьор
  - Деян Ангелов, български актьор

### Септември
- 4 септември – Хитоми Шиматани, японска певица
- 7 септември – Георги Дюлгеров, български певец и композитор
- 9 септември – Яни Лиматайнен, финландски музикант
- 12 септември – Лияна, българска попфолк певица
- 16 септември – Радослав Забавник, словашки футболист
- 20 септември – Юдит Шалански, немска писателка
- 21 септември – Томас Шектър, австралийски автомобилен състезател
- 22 септември – Милен Добрев, български щангист
- 24 септември
  - Ана Калви, английски певица и музикант
  - Александра Раева, българска поп певица и телевизионна водеща
  - Йон Арне Риисе, норвежки футболист
- 25 септември – Никола Жигич, сръбски футболист

### Октомври
- 3 октомври – Линдзи Келк, английска писателка
- 4 октомври – Томаш Росицки, чешки футболист
- 13 октомври – Ашанти, американска певица
- 13 октомври – Мартин Камбуров, български футболист
- 14 октомври
  - Елеонора Манчева, български модел
  - Йордан Минев, български футболист
  - Джансу Дере, турска актриса и модел

### Ноември
- 8 ноември – Александър Николов, български политик и адвокат
- 21 ноември – Керстин Прайвус, немска писателка
- 29 ноември – Джанина Гаванкар, американска актриса и музикант от индийски и холандски произход

### Декември
- 6 декември – Мартин Христов, български футболист
- 7 декември – Джон Тери, английски футболист
- 10 декември – Масари, Ливано-канадски певец
- 18 декември – Кристина Агилера, американска певица
- 19 декември – Джейк Джиленхол, американски актьор
- 22 декември – Иван Мартинов, български футболист

## Починали
- ? – Атанас Попов, Български художник и театрален деец
- Екатерина Савова-Ненова, българска художничка
- Кирил Лазаров, български политик
- Пандо Киселинчев, български скулптор
- 2 юли – Петър Динев, български композитор
- 23 януари – Ернст Оцвирк, австрийски футболист
- 26 януари – Георги Караславов, български писател
- 31 януари – Христо Бръзицов, български журналист и писател
- 19 февруари – Бон Скот, австралийски музикант (р. 1946 г.)
- 21 февруари – Алфред Андерш, немски белетрист и поет
- 22 февруари – Оскар Кокошка, австрийски художник, поет и писател (р. 1886 г.)
- 25 февруари – Ахмад Шукейри, палестински дипломат и политик (р. 1908 г.)
- 14 март – Анна Янтар, полска певица (р. 1950 г.)
- 18 март
  - Григор Вачков, български актьор (р. 1932 г.)
  - Ерих Фром, немски психолог и философ
  - Тамара де Лемпицка, Полска художничка
- 25 март – Ролан Барт, френски семиотик
- 14 април – Джани Родари, италиански писател (р. 1920 г.)
- 15 април – Жан-Пол Сартр, френски писател и философ, лауреат на Нобелова награда за литература през 1964 г. (р. 1905 г.)
- 21 април – Александър Опарин, руски биолог (р. 1894 г.)
- 29 април – Алфред Хичкок, британски кинорежисьор (р. 1899 г.)
- 4 май – Йосип Броз Тито, хърватски политик (р. 1892 г.)
- 9 май – Йозеф Брайтбах, немски писател (р. 1903 г.)
- 13 май – Георги Георгиев, български ветроходец
- 7 юни – Хенри Милър, американски писател
- 17 юли – Григор Агаронян, арменски скулптор (р. 1896 г.)
- 24 юли – Питър Селърс, британски комик (р. 1925 г.)
- 25 юли – Владимир Висоцки, руски поет, певец, актьор и писател (р. 1938 г.)
- 27 юли – Мохамед Реза Пахлави, шах на Иран
- 28 юли – Димо Казасов, български политик (р. 1886 г.)
- 29 юли – Филип Голиков, съветски маршал (р. 1900 г.)
- 8 август – Иван Буреш, български учен зоолог, ентомолог
- 23 август – Герхард Ханапи, австрийски футболист
- 16 септември – Жан Пиаже, швейцарски психолог, логик и философ
- 17 септември – Анастасио Сомоса Дебайле, Никарагуански диктатор
- 25 септември – Джон Бонъм, британски барабанист (р. 1948 г.)
- 7 октомври – Константин Кацаров, български юрист и геополитик (р. 1898 г.)
- 15 октомври – Апостолос Николаидис, гръцки спортист
- 21 октомври – Вълко Червенков, български политик (р. 1900 г.)
- 6 ноември – Георги Дреников, Командващ Въздушни войски
- 7 ноември
  - Стив Маккуин, американски актьор
  - Волфганг Вайраух, немски поет и белетрист
- 22 ноември – Мей Уест, американска актриса (р. 1893 г.)
- 24 ноември – Джордж Рафт, американски актьор
- 2 декември – Ромен Гари, френски писател
- 8 декември – Джон Ленън, британски музикант (р. 1940 г.)
- 18 декември – Алексей Косигин, съветски политик
- 24 декември – Карл Дьониц, германски военноморски офицер
- 25 декември – Константин Гълъбов,
- 26 декември – Тодор Рачински, български учен (р. 1929 г.)
- ? – Петре Пирузе, македонски партизанин (р. 1907 г.)

## Нобелови награди
- Физика – Джеймс Уотсън Кронин, Вал Логсдън Фич
- Химия – Пол Бърг, Уолтър Гилбърт, Фредерик Сангър
- Физиология или медицина – Барух Бенасераф, Жан Досе, Джордж Снел
- Литература – Чеслав Милош
- Мир – Адолфо Перес Ескивел
- Икономика – Лорънс Клайн